# Anjung Ganjang
Anjung Ganjang is een bestuurslaag in het regentschap Asahan van de provincie Noord-Sumatra, Indonesië. Anjung Ganjang telt 1709 inwoners (volkstelling 2010).